# Antiheld (Band)
Antiheld ist eine ehemalige deutschsprachige Rock-Band aus Stuttgart.

## Geschichte
Die Band wurde 2013 von Luca Opifanti und André Zweifel gegründet und fand in ihrer ursprünglichen fünfköpfigen Besetzung (Luca, André, Arne, Henry und Theodor) 2014 zusammen. Sie spielte auf dem Southside Festival, dem Mini-Rock-Festival und trat als Vorband von Rea Garvey und The BossHoss auf. 2014 gewann die Band den Nachwuchswettbewerb Play Live.
2017 bis 2018 war die Band bei Starwatch Entertainment unter Vertrag. 2018 schloss sie einen Plattenvertrag mit Arising Empire ab.
Zum Ende des Jahres 2018 verließ Bassist Theodor Balbig aus persönlichen Gründen die Band. Ab 2019 stieß Matthias Brendle als Bassist, zunächst auf ausstehenden Konzerten, anschließend als Mitglied zur Band hinzu.
Im Juli 2020 verließ auch Schlagzeuger Arne Brien die Band. Er wurde zwischenzeitlich durch Sven Fischer, anschließend durch Lukas Günter ersetzt.
Im Februar 2021 gab Keyboarder Henry Kasper seinen Ausstieg aus der Band bekannt. Seine Position wurde im Anschluss von Sebastian Jakic übernommen.
Im April 2022 verließ Gitarrist André Zweifel, mit Luca das letzte Mitglied der ursprünglichen Besetzung, die Band. Von dort an war Antiheld in dreiköpfiger Besetzung (Luca, Matthias, Sebastian) unterwegs.
2022 waren Antiheld Vorband und Supporter bei der „Bring mich zurück Tour“ von Saltatio Mortis.
In einem Video auf Facebook teilten Luca und Matthias, die letzte Besetzung von Antiheld, am 30. August 2023 mit, dass ihre 2023 stattfindende Roadtrip Tour die letzte der Bandgeschichte sein soll.
Seit 2024 sind Luca und Matthias musikalisch unter dem Namen TRiPKiD aktiv. Das Album "TRiPKiD" wurde am 1. März 2024 veröffentlicht.

## Diskografie

### Studioalben
| Jahr | Titel Musiklabel                       | Höchstplatzierung, Gesamtwochen, AuszeichnungChartsChartplatzierungen (Jahr, Titel, Musiklabel, Platzierungen, Wochen, Auszeichnungen, Anmerkungen) | Anmerkungen                              |
| Jahr | Titel Musiklabel                       | DE | Anmerkungen                              |
| ---- | -------------------------------------- | --- | ---------------------------------------- |
| 2017 | Keine Legenden Starwatch Entertainment | DE86 (1 Wo.)DE | Erstveröffentlichung: 22. September 2017 |
| 2019 | Goldener Schuss Arising Empire         | DE63 (1 Wo.)DE | Erstveröffentlichung: 30. August 2019    |
| 2021 | Disturbia Arising Empire               | DE21 (1 Wo.)DE | Erstveröffentlichung: 9. April 2021      |

### Singles
- Kellerklub (2016)
- Für immer (2016)
- Berlin am Meer (2017)
- Hey du (2018)
- Ficken für den Weltfrieden (2018)
- Ma petite belle (2019)
- Goldener Schuss (2019)
- Goldener Schuss (Akustik Version) (2019)
- 99 Luftballons 2019 (2019)
- Find What U Love (2019)
- Sommer unseres Lebens (2020)
- Motten um Licht (2020)
- Himmelblau (2020)
- My Only Friend (2020)
- Irgendwo stirbt grad ein Kind (2021)
- Standing In Line (2021)
- Wiegenlied (2021)
- Rosé 2.0 (mit Mischa) (2023)
- Roadtrip (2023)
- Lang Lebe Tripkid (2023)

## Belege
1. ↑  Martin Risel: Straßenköter-Pop aus Stuttgart. In: deutschlandfunkkultur.de. 5. Juli 2016, abgerufen am 2. Oktober 2017.
2. ↑  Stuttgarter Zeitung, Stuttgart, Germany: Debütalbum von Antiheld: Sie bringen das Alaturka ins Radio. In: stuttgarter-zeitung.de. (stuttgarter-zeitung.de [abgerufen am 2. Oktober 2017]).
3. ↑  Starwatch nimmt Antiheld unter Vertrag. In: Musik Woche, mediabiz.de. 31. Mai 2017, abgerufen am 2. Oktober 2017.
4. ↑  Keine Ahnung, was wir sagen sollen... 💔 Die letzte Antiheld Tour. | By ANTIHELD | Facebook. Abgerufen am 30. August 2023.
5. ↑  TRIPKID - Live in Berlin. In: Trinity Music. Abgerufen am 6. Januar 2024 (deutsch).
6. ↑  Antiheld in den deutschen Charts